# 広西省
広西省（こうせいしょう）は、かつて中華民国に存在した省。現在の中華人民共和国広西チワン族自治区の大部分に相当する。

## 地理
清代の広西省の管轄区域をほぼ継承し、現在の広西チワン族自治区の欽州市、北海市全域、防城港市の港口区、防城区、東興市を除く大部分だが、広東省懐集県を管轄した。
東は広東省、西は雲南省、北は湖南省及び貴州省、南はフランス領インドシナに接していた。

## 歴史
1911年（宣統3年）、辛亥革命が勃発すると11月7日に広西省は独立宣言、大漢広西全省国民軍が、同月19日、右江軍政分府が柳州に、20日には南寧副都督府が設立されている。
1912年（民国元年）1月、広西軍政府の行政機構変更が行われ軍政司と民政司が設置、1914年（民国3年）5月に民政長を巡按使に、1916年（民国5年）には巡按使は省長と改称されている。1925年（民国14年）8月3日、広州国民政府は広西全省綏靖処の設置を決定、全省の軍政及び民政を統括する中央集権的な行政機構を設置したが、1926年（民国15年）5月13日には広西全省綏靖処は廃止となり、省行政機構は省務会議に移管された。1927年（民国16年）2月25日、国民党広州政治分解は省務会議の廃止を決定、その機能は省政府委員会に改編、5月15日に広西省政府委員会が南寧市に成立した。
1927年（民国16年）に発生した上海クーデター以降、広西省は南京国民政府に帰属した。
1949年（民国38年）11月2日、国共内戦の結果、共産党軍により「解放」（即ち占領）され、中華民国は実効支配権を喪失している。

## 歴代省長
| 代 | 氏名   | 就任日     | 退任日 |
| -- | ------ | ---------- | ------ |
| 1  | 陸栄廷 | 1912年3月  | -      |
| 2  | 陳炳焜 | 1916年7月  | -      |
| 3  | 譚浩明 | 1917年4月  | -      |
| 4  | 陳炯明 | 1921年10月 | -      |
| 5  | 劉震寰 | 1922年5月  | -      |
| 6  | 林俊廷 | 1923年1月  | -      |
| 7  | 陸栄廷 | 1924年9月  | -      |
| 8  | 李宗仁 | 1924年11月 | -      |
| 9  | 劉震寰 | 1925年5月  | -      |
| 10 | 黄紹竑 | 1925年7月  | -      |
| 11 | 伍廷颺 | 1929年5月  | -      |
| 12 | 兪作柏 | 1929年6月  | -      |
| 13 | 呂煥炎 | 1929年10月 | -      |
| 14 | 黄紹竑 | 1931年2月  | -      |
| 15 | 黄旭初 | 1931年7月  | -      |

## 行政区画

### 省会
清代の広西省の省会は、桂林県に設置されていた。辛亥革命後、広西省参議会は桂林に反革命派勢力が存在し共和制の政治体制を確立するに問題ありとして南寧へ移転させる主張が行われた。しかし桂林は清代を通して省会が設置されていたことから、省会移転には強い反対の声が上がっていた。そのため軍政、教育、司法の3司を桂林、それ以外を南寧に設置する現状を追認、広西臨時議会が成立後に改めて協議を行うこととし、1912年（民国元年）、中華民国が正式に成立した後もこの方針が追認された。
同年8月、広西都督及び広西議会が南寧で業務を開始、これにより南寧が正式に広西省の省会となったが、6司中3司は桂林に設置されたままとなっていた。1914年4月25日、広西民政庁は広西都督との協議の結果、省会を桂林に移転することを決定、1915年（民国4年）6月、大総統令により南寧が省会と定められた。しかし将軍は桂林に継続して駐在したことから巡按使は年に一度桂林に出張し将軍と競技する必要があった。この決定に対しても広西各界から反対の声が上がり、南寧派と桂林派の主張が繰り返されていくことになった。
1936年（民国25年）10月、軍事的弱点のある南寧より桂林に省会が移転している。日中戦争期間中は日本軍の侵攻により桂林は陥落、省会は一時期宜山県に移転されている。

### 道制
辛亥革命直後は清代の道は廃止されたが、1913年（民国2年）2月、北京政府は省域に邕南道、鬱江道、漓江道、柳江道、田南道、鎮安道の6道を設置、4月5日には観察使を任命している。1914年（民国3年）5月、『道官制』に依拠し南寧道、蒼梧道、桂林道、柳江道、田南道、鎮南道と改称されている。1925年8月、広州国民政府が広西道を管轄すると道制は廃止されている。

### 県級行政区画
中華人民共和国成立直前の管轄県は下記の4市99県。
- 市
  - 桂林市:1931年桂林県中心部に省政府直轄の桂林市を設置。
  - 南寧市:1946年8月、邕寧県中心部に設置。
  - 梧州市:1927年12月、蒼梧県中心部に設置。1936年6月に廃止となり蒼梧県に編入されたが、1946年8月に再設置。
  - 柳州市:1946年8月、柳江県中心部に設置。
- 県
  - 臨桂県:清代の桂林府附郭県。1912年1月に桂林府に統合。1913年に桂林府は桂林県と、1930年に臨桂県と改称された。1936年10月から1940年5月まで省会が設置されている。
  - 鬱林県
  - 永福県
  - 横県
  - 恩陽県
  - 賀県
  - 懐集県
  - 河池県
  - 果徳県
  - 灌陽県
  - 貴県
  - 宜山県
  - 忻城県
  - 恭城県
  - 義寧県
  - 宜北県:1912年1月、安化県を設置。1914年1月に宜北県と改称。
  - 敬徳県:1936年6月に設置。
  - 桂平県:清代の潯州府附郭県。1912年1月に潯州府に編入。1913年に潯州府は桂平県と改称。
  - 興安県
  - 興業県
  - 向都県:1916年12月、天保県向武土州及び奉議県都康土州、上映土州に設置。
  - 左県
  - 三江県:清代の懐遠県。1914年1月に三江県と改称。
  - 思恩県
  - 資源県:1936年3月、西延県から分離設置。
  - 修仁県
  - 象県
  - 上金県
  - 鍾山県:1916年10月、富川県鍾山鎮区及び昭平県防字区、楽字区に設置。
  - 上思県
  - 昭平県
  - 上林県
  - 思楽県
  - 岑渓県
  - 信都県
  - 綏淥県:1916年7月、土忠州に忠県を設置。後に綏淥県と改称。
  - 崇善県
  - 靖西県
  - 遷江県
  - 西隆県
  - 西林県
  - 全県
  - 蒼梧県:清代の梧州府附郭県。1912年1月に梧州府に編入。1913年に梧州府は蒼梧県と改称。
  - 中渡県
  - 鎮結県
  - 鎮辺県
  - 天河県
  - 天峨県
  - 田西県
  - 田東県:清代の恩隆県。1936年6月に田東県と改称。
  - 天保県
  - 田陽県:1912年1月、奉議県を設置。1936年6月に田陽県と改称。
  - 東蘭県
  - 都安県
  - 藤県
  - 同正県:1912年1月、永康県を設置。1914年1月に同正県と改称。
  - 那馬県
  - 南丹県
  - 寧明県
  - 博白県
  - 百寿県:1912年1月、永寧県を設置。1914年1月、古化県と、1933年2月に百寿県と改称。
  - 賓陽県
  - 百色県
  - 憑祥県
  - 扶南県
  - 富川県
  - 武宣県
  - 武鳴県:清代の武縁県。1913年に武鳴県と改称。
  - 平治県:1918年、思林県を設置。1934年に平治県と改称。
  - 平南県
  - 平楽県:清代の平楽府の附郭県。1912年に平楽府に統合。1913年3月に平楽府は平楽県と改称された。
  - 鳳山県
  - 北流県
  - 万岡県
  - 万承県
  - 明江県
  - 蒙山県:清代の永安州。1912年1月に永安県に改編。1914年に蒙山県と改称。
  - 融県
  - 邕寧県:1913年6月、南寧県を設置。1914年6月に邕寧県と改称。
  - 容県
  - 陽朔県
  - 養利県
  - 来賓県
  - 雷平県
  - 楽業県
  - 羅城県
  - 雒容県
  - 陸川県
  - 柳江県:清代の柳州府附郭県。1912年1月に柳州府に編入。1913年6月に柳州府は馬平県と改称された。1930年1月、柳州県、1937年6月に柳江県と改称された。
  - 榴江県
  - 竜勝県
  - 隆安県
  - 隆山県
  - 竜津県:1912年1月、竜州県を設置。1937年6月に竜津県と改称。
  - 竜茗県
  - 凌雲県
  - 霊川県
  - 茘浦県

このほか1947年2月に南京政府により設置が決定したが国共内戦の影響で正式に設置されなかった県は下記の通り。
- 環江県
- 義寧県
- 祥明県
- 鎮都県
- 福臨県
- 扶綏県
- 万利県
- 邕西県
- 雒江県
- 竜茗県
- 麗浜県

### 行政督察区
行政督察制度は省政府と県政府の間に中間行政機構を設置し、各県を監督させる制度である。1927年（民国16年）、広西省政府は省管轄区が広大であり、各少数民族が雑居する状況を考慮し、国民政府に『広西各区行政督察署組織条例』を上申、国民政府は11月14日に行政督察委員の設置は1916年（民国15年）に廃止した道制を復活させるものであり経費問題もあり設置は認められないと不許可の方針を伝達している。しかし広西省政府は桂林、柳江、田南、鎮南の4区行政督察委員の設置を再度上申、同時に関係条例案や予算案などを提出しているが、1927年（民国16年）12月13日に再度不許可の決定を下している。
1934年（民国23年）3月10日、行政効率向上のために『広西省行政監督督察章程』を公布、当時行政院は公布した『各省行政督察専員暫行条例』や河北省や河南省が公布した『剿匪区内各省行政督察専署組織条例』とも異なり、管轄県への省政府政策の推進、管轄県の監督と県同士の連絡業務、管轄県の県長及び副県長の人事考課を目的としたものであり、南寧、桂林、梧州、平楽、柳州、百色、竜州、天保の8区が設置された。1936年（民国25年）9月に9区、翌月に10区、1939年（民国28年）2月に12区に改編された。1930年（民国29年）11月、行政督察委員が正式に発足している。1942年5月には7区に行政統合が行われた。
1945年（民国34年）、日本の敗戦以降は全省は9区に再編されると同時に、桂林市は省直轄市とされ、1949年（民国38年）の中華人民共和国建国まで沿襲された。